# Rodrigo Nestor
Rodrigo Nestor, né le 9 août 2000 à São Paulo au Brésil, est un footballeur brésilien qui évolue au poste de milieu central au EC Bahia.

## Biographie

### São Paulo FC
Né à São Paulo au Brésil, Rodrigo Nestor est formé par l'un des clubs de sa ville natale, le São Paulo FC, qu'il rejoint en 2014. En 2019 le club prévoit de l'intégrer à l'équipe première dès 2020. Nestor joue son premier match en équipe première le 8 mars 2020, lors d'une rencontre de Campeonato Paulista face au Botafogo Futebol Clube. Il est titulaire et son équipe s'incline par un but à zéro. Le 23 septembre 2020, il joue son premier match de Copa Libertadores, contre le LDU Quito. Il entre en jeu en cours de partie et son équipe est battue par quatre buts à deux ce jour-là. Le 7 novembre 2020, Nestor fait sa première apparition dans le championnat du Brésil de première division face au Goiás Esporte Clube. Il entre en jeu à la place de Brenner, et son équipe s'impose par deux buts à un.
Le 10 avril 2021, il prolonge son contrat avec son club formateur jusqu'à 2024.
Le 19 mai 2022, Rodrigo Nestor se fait remarquer lors d'une rencontre de Copa Sudamericana face aux boliviens du CD Jorge Wilstermann en marquant deux buts et délivrant une passe décisive. Il est ainsi impliqué sur la totalité des buts de son équipe, qui l'emporte par trois buts à zéro. Cette victoire permet à São Paulo de se qualifier pour les huitièmes de finale de la compétition,.
Le 4 mars 2023, Nestor prolonge son contrat avec le São Paulo FC. Il est alors lié au club jusqu'en décembre 2027.
Nestor remporte la coupe du Brésil en 2023. Il est titularisé lors de la victoire de son équipe au match aller contre le CR Flamengo le 17 septembre 2023 (0-1 score final) et se fait remarquer au match retour en marquant le but égalisateur de son équipe (1-1 score final) le 24 septembre 2023.

### EC Bahia
Le 9 janvier 2025, Rodrigo Nestor rejoint l'EC Bahia sous la forme d'un prêt d'une saison, soit jusqu'à la fin de l'année. Le club dispose d'une option d'achat sur le joueur.

### En sélection
Rodrigo Nestor représente l'équipe du Brésil des moins de 17 ans. Avec cette sélection il dispute le championnat sud-américain des moins de 17 ans en 2017. Lors de cette compétition, il joue six matchs, dont deux comme titulaire. Le Brésil remporte cette compétition. Il participe ensuite avec cette équipe à la Coupe du monde des moins de 17 ans 2017 organisée en Inde. Lors de ce tournoi, il joue quatre matchs, uniquement sur des entrées en jeu. Le Brésil termine sur le podium de ce mondial.

## Palmarès

### En club
São Paulo FC
- Coupe du Brésil (1) :
  - Vainqueur : 2023.

### En sélection
Brésil -17 ans
- Championnat sud-américain -17 ans (1) :
  - Vainqueur : 2017.

- Coupe du monde -17 ans :
  - 3e : 2017.